# Lindera insignis
Lindera insignis är en lagerväxtart som först beskrevs av Carl Ludwig von Blume, och fick sitt nu gällande namn av Jacob Gijsbert Boerlage. Lindera insignis ingår i släktet Lindera och familjen lagerväxter. Inga underarter finns listade i Catalogue of Life.